# Andromède VII
Andromeda VII, aussi nommée la galaxie naine sphéroïdale de Cassiopée, est une galaxie naine sphéroïdale qui fait partie de notre Groupe local. Elle fut découverte par une équipe d’astronomes russes et ukrainiens.
Distante de 2,5 millions d’années-lumière du Système solaire, Andromeda VII est une galaxie satellite de la galaxie d’Andromède.